# Théophile-Jules Pelouze
Théophile-Jules Pelouze (Valognes, 26 febbraio 1807 – Parigi, 31 maggio 1867) è stato un chimico francese.
Nel 1837 venne ammesso nell'Accademia delle scienze.
Insegnò presso l'École polytechnique, il Collège de France e l'Université Lille Nord de France, dove studiò la barbabietola da zucchero. È famoso tra l'altro per avere sviluppato un esplosivo.
Il suo nome è uno dei 72 incisi sulla Torre Eiffel.